# Cyril Watney
Cyril Watney (1922-2009) fut, pendant la Seconde Guerre mondiale, un agent secret britannique du Special Operations Executive, qui fut envoyé dans le Lot comme opérateur radio du réseau FOOTMAN de George Hiller.

## Éléments biographiques
Cyril Watney naît le 29 septembre 1922, à Calais. Sa famille rentre en Grande-Bretagne au début des années 1930 (Nottingham) et c’est là qu’il fait ses études, couronnées par un diplôme ès sciences obtenu à Cambridge. Il commence la guerre, tout jeune encore, dans le Royal Corps of Signals, et est donc un opérateur radio compétent quand, en 1943, il est promu officier dans le Middlesex Regiment. Connaissant bien la France et parlant parfaitement le français, il ne peut échapper aux recherches du SOE. Et c’est ainsi qu’il est recruté, envoyé à l’entraînement et parachuté, le 7 janvier 1944, avec George Hiller « Maxime », chef du réseau FOOTMAN, pour opérer dans le Lot. L’équipe s’illustre immédiatement en organisant la destruction de machines essentielles au fonctionnement de l’usine Ratier qui fabrique, à Figeac, des hélices à pas variable pour la Luftwaffe. Elle réussit aussi à établir le contact avec les groupes Véni, qui sont, en fait, la branche militaire de la SFIO ; et Watney, qui a installé son poste dans une camionnette et se déplace ainsi facilement pour éviter la détection, assure, pendant plus de sept mois, les liaisons nécessaires pour assurer l’approvisionnement des hommes en armes, munitions et explosifs. En juillet, près de Gramat, George Hiller « Maxime », se trouvant en voiture avec André Malraux et un chef de la résistance locale, rencontre une unité allemande. Pris sous le feu ennemi, il est grièvement blessé et laissé pour mort sur le terrain. Informé, Cyril Watney n’hésite pas à récupérer son collègue, à organiser l’opération qui doit le sauver, et à assurer son évacuation vers l’Angleterre aussitôt qu’il est en état de supporter le voyage.
Dès lors, c’est lui, Cyril Watney, qui prend le commandement du réseau. Il parvient à maintenir la cohésion nécessaire entre les formations résistantes de sa région, organise encore plusieurs opérations de sabotage et mène une attaque contre un convoi ennemi.
Revenu à la vie civile, Watney fait une carrière d’interprète, en Grande-Bretagne d’abord (Whitbread Brewers), puis au Canada (gouvernement canadien).
Il meurt le 23 janvier 2009.

## Mémoires
Cyril Watney raconte sa mission en France dans le livre de Raymond Picard et Jean Chaussade :
- formation et parachutage en France : p. 91-94 ;
- l’activité sur le terrain : p. 149-153.

Dans le même livre, George Hiller raconte aussi sa mission p. 153-159.

## Reconnaissance
Cyril Watney a reçu les distinctions suivantes :
- Royaume-Uni : Military Cross,
- France : Croix de guerre 1939-1945

## Identités
- État civil : Cyril Arthur Watney
- Comme agent du SOE, section F :
  - Nom de guerre (field name) : « Eustache »
  - Code opérationnel SOE : FORGER (en français FAUSSAIRE)
  - Nom de code du Plan, pour la centrale radio : BREECHES
  - Fausse identité : Michel André Pontlevé, nat. F, employé de bureau, né le 29 septembre 1917 au Havre, dom. 8, rue des Charmettes (Le Vésinet), 1,89 m, yeux bleus[3].

Parcours militaire :
- Royal Corps of Signals
- Commissioned Middlesex Regiment, 1943
- SOE, F Section

## Famille
Deux mariages :
1. un beau-fils et une belle-fille.
2. Peggy Vaughan ; deux beaux-fils.